# ستریژوویتسه (ناحیه پلزن-جنوبی)
ستریژوویتسه (به چکی: Střížovice) یک منطقهٔ مسکونی در جمهوری چک است که در Plzeň-South District واقع شده‌است. ستریژوویتسه ۶٫۸۹ کیلومتر مربع مساحت و ۳۹۰ نفر جمعیت دارد و ۴۷۰ متر بالاتر از سطح دریا واقع شده‌است.